# Хексактинелида
Хексактинелида (Hexactinellida) или стакласти сунђери имају скелет изграђен од силицијум-диоксида. Скелет се састоји од многобројних шестоосних (хексактинелидних) иглица (спикула). Живе искључиво у морској води, причвршћени за морско дно помоћу групе спикула на већим дубинама. Солитарне су животиње чија величина тела се креће у распону од 30 cm, што је најчешће, па до 1m у дужину. Имају радијалну симетрију.
Телесни зид им је синцицијалан, без граница међу ћелијама.
Скелет им се састоји или од појединачних иглица или су иглице тако спојене да образују често јако лепе облике па се неки, као нпр. Euplectella, чувају као експонати у музејима.